# ハスティン

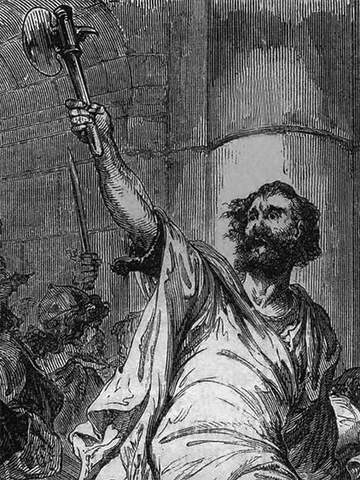
ハステイン、イタリアのルナ、約859年。フランスの民衆史
第1版（1862年）、著者：シャルル・ラユール

ハスティン(古ノルド語: Hastingus, Anstign, Haesten, Hæsten, Hæstenn or Hæstingとも表記され、 別名 Alsting) は9世紀後半のヴァイキングの首長で、複数の略奪航海を率いた人物です。

## 初期の生涯
ハステインの初期の生涯についてはほとんど知られていない。アングロ・サクソン年代記では、彼はデンマーク人として記述されている。
11世紀の年代記作家ラウル・グラベルによると、ハステインは現代のフランスにあるトロワ地方で生まれた可能性がありますが、この主張は彼をスカンジナビア人として特定する他の資料と矛盾しています。 歴史家ミシェル・ディランジュは、これらの見解は調和可能である可能性を指摘しています：800年頃、カール大帝はザクセンとデンマークの多くの住民をキリスト教地域に移住させ、ザクセンでの反乱を防止しました。ハステインは、これらの家族の一人に810年頃生まれ、後に自身の出自を悟りスカンジナビアに戻り、著名な船長兼ヴァイキングの指導者として頭角を現した可能性があります。
ハステインは、フランク帝国に対する数々の襲撃に関与した人物として知られています。彼は859年に地中海への大規模な襲撃を率いました。
確かに、復讐者アンスティン[ハステイン]によって打ち砕かれたフランク民族は、非常に汚れた不潔さに満ちていた。反逆的で誓いを破る者たちであり、彼らは当然の報いとして非難された。信仰のない者たちであり、不忠実な者たちであったため、彼らは正当に罰せられた……サン・クエンティンのドゥードの『ノルマン人の業跡』。第1巻。第3章。

## スペインと地中海
859年から862年にかけて、ハステインはビョルン・アイアンサイドと共に遠征を共同で指揮しました。62隻の艦隊がロワール川から出航し、地中海沿岸の諸国を襲撃しました。
当初、略奪作戦は順調に進まず、ハステインは859年にニエブラでアストゥリアス人によって敗北し、その後コルドバのウマイヤ朝エミール領のムスリム軍にも敗北しました。その後、アルヘシラスを略奪し、モスクを焼くなど成功を収め、アフリカ北岸のイドリス朝カリフ国にあるマジマを荒らし、さらにウマイヤ朝カリフ国への襲撃をオリウエラ、バレアレス諸島、ルシヨンで継続しました。彼らはネコルを8日間占領しました。
ハステインとビョルンは、ローヌ川の河口にあるカマルグ島で越冬した後、ナルボンヌ、ニーム、アルルを荒らし回り、さらに北のヴァランスまで進軍し、その後イタリアへ移動しました。そこで彼らはルナ市を攻撃しました。ハステインはそれがローマだと信じ、部下に門まで運ばせ、警備兵に自分が死に瀕しており、キリスト教に改宗したいと告げさせました。城内に入ると、彼は町の教会に連れて行かれ、聖餐式を受けました。その後、担架から飛び降りて部下を率いて町を略奪しました。別の記録では、彼は死ぬ前に改宗したいと主張し、翌日に死を装ったとされています。ルナは彼の遺体と50人の部下をローブを着せたまま埋葬のために町に入れました。ハステインの部下たちはローブの下に剣を隠しており、町に入るとハステインは棺から飛び出し、神父の首を切り落とし、町を略奪しました。しかし、この話の真偽は激しく議論されています。彼は海岸沿いを航海し、ピサを略奪し、アルノ川を航行してフィエゾレを荒らしました。艦隊はその後、東地中海にあるビザンツ帝国の領土を襲撃した可能性があります。
ロワール川に戻る途中、彼は北アフリカに立ち寄り、数人のアフリカ人奴隷（ヴァイキングたちからは「ブラメン」（青い人々）と呼ばれ、おそらくスース人またはトゥアレグ族）を購入し、アイルランドで売却しました。彼らは嵐で40隻の船を失ったとされ、帰路のジブラルタル海峡付近のメディーナ・シドニア付近でさらに2隻を失ったが、それでもパンプローナを荒らし回った後、20隻の船でロワール川に戻った。

## ロワール川とセーヌ川
ブルターニュに戻ったヘステインは、866年にブルターニュ王サロモンと提携し、フランク族と戦いました。バイキングとブルターニュの連合軍の一員として、シャトーヌフ・シュル・サルト近くのブリサールテの戦いで、ロベール・ル・フォールを殺しました。867年に彼はブルージュを荒らし回り、翌年にはオルレアンを攻撃しました。平和は872年の春まで続き、その後ヴァイキングの艦隊がメーヌ川を遡上しアンジェを占領したため、フランク王シャルル・ル・バルドによる包囲戦が展開され、873年10月に和平が成立しました。
ハステインは882年までロワール地方に留まっていたが、シャルルによってついに追放され、軍を北のセーヌ川沿いに移した。そこで彼は、フランク人がパリを包囲し、ピカルディ地方の領土が脅かされるまで滞在した。この時点で、彼は多くの経験豊富なヴァイキングの一人として、富と略奪を求めてイングランドに目を向けるようになった。

## イングランド
892年、ハシュタインは二大部隊のうちの一つを率いてブローニュからイングランドへ渡りました。二大部隊のうち小規模な方の軍は80隻の船で上陸し、ケント州シッティングボーン近郊の王室の村ミルトン・レジスを占領しました。一方、同盟軍は250隻の船でアップルドアに上陸しました。 アルフレッド大王は、ウェセックス軍を彼らの間に配置して連合を阻止しました。その結果、ハステインは条件を承諾し、その中には彼の2人の息子の洗礼を認める内容も含まれており、ケントからエセックスへ移動しました。893年春末、ハステインはハンプシャーとバークシャーを襲撃した後、アルフレッドの息子エドワード率いる軍隊にファーンハムで敗北した。生存者は最終的に、ウェセックスとマーシアの連合軍がトニーの要塞から彼らを追い出すことに失敗した後、マーシーア島でハステインの軍隊と合流した。
その結果、ハスティンはアップルドアとミルトンの軍勢を統合し、エセックス州ベンフリートの要塞化された野営地に撤退させた。彼はこの野営地を拠点としてマーシアを襲撃した。しかし、894年、主力部隊が襲撃に出ている最中に、この砦は東ウェセックスの民兵の攻撃を受け、ベンフリートの戦いで守備隊は敗北した。砦全体、そしてハスティンの妻と息子を含むデーン人の家族と船は、占領された。 ハステインは、エセックス東部にあるシューバリーの新要塞で、連合軍を再編成した。 そして、デンマークの東アンゲリアとヨークの王国から増援を要請した。その後間もなく、アンゴル・サクソン年代記によると、ハステインはアルフレッドと会談を行い、おそらく家族の解放条件について協議した可能性がある。 ハステインは、彼の二人の息子を返還されました。アンゴル・サクソン年代記によると、これはハステインの息子が893年初頭に洗礼を受けたためで、アルフレッドと彼の娘婿であるマーシアのエーテルレッドが後見人として立会ったからです。したがって、アルフレッドは一人の少年の後見人となり、エーテルレッドは別の少年の後見人となりました。
交渉はほとんど成果を上げなかったようで、その後間もなく、ハステインはテムズ川流域で二度目の襲撃を敢行し、そこからセヴン川沿いを進軍した。ハステインは、ウェールズの王国から派遣された戦士の一団で強化された、アエテルレッドとマーシアとウェセックスの連合軍に追跡され続けた。最終的に、ヴァイキング軍はブッティントンと呼ばれる場所で包囲された——おそらくセヴン川沿いのウェールズプール近郊、ポウィスにある同名の島である可能性が高い。 その後のブッティントン戦において、数週間後、ハステインの軍勢は多くの犠牲を出しながら突破し、シューバリー要塞に戻った。 記録によると：
数週間が経過した後、一部の異教徒（ヴァイキング）は飢えで死亡したが、馬を食べ尽くした一部は要塞を突破し、川東岸の敵と戦闘を交えた。しかし、数千人の異教徒が殺され、残る者も全員逃走させられた後、キリスト教徒（イングランド人）は死の場所の支配者となった。その戦いで、最も高貴なオルデアと王のテグン（家臣）の多くが戦死した ...
893年半ば、ハステインの軍勢はイースト・アンジアからチェスターの廃墟となったローマの要塞へ陣地を移しました。ハステインは明らかに要塞の防備を再建し、北部のマーシアを襲撃するための拠点として利用する計画でした。しかし、マーシア人は別の考えを持っていました。彼らは要塞を包囲し、周辺地域の家畜を撤去または回収し、作物を破壊することで、デンマーク人を飢えさせようとしたのです。
I893年後半、包囲された軍はチェスターを離れ、南ウェールズへ進軍し、ブリチェニオグ、グウェント、グリウィシングの王国を荒廃させた。 数ヶ月にわたって。894年半ば、彼らはおそらく海路で出発し、チェスター周辺に戻った。そのルートは、ノーサンブリアのデンマークの要塞、ファイブ・バーグス、イースト・アンジアを回り込む迂回ルートを経て、最終的にマーシーア島にある彼らの要塞に到着した。
894年後半、ハステインの軍は南東イングランドに移り、テムズ川を遡上してリー川沿いに築いた要塞まで船を曳航しました。しかし、895年半ば、アルフレッド率いるウェセックス軍が到着し、リー川の両岸に要塞を築き、ハステインのテムズ川と海へのアクセスを遮断しました。デンマーク人はキャンプを放棄し、家族をイースト・アンジアに帰還させ、ウェスト・ミッドランズを横断する大行軍を敢行し、セヴン川沿いの地（現在のブリッジノースの場所）に進軍しました。その間、敵対勢力に追跡され続けました。彼らは896年初頭から中頃までその地に留まりましたが、ハステインの軍は解散しました。その元メンバーはイースト・アンジアとノーサンブリアへ撤退しましたが、アンゴル・サクソン年代記によると、無一文の者たちは船を調達し、セーヌ川経由でオストリアを襲撃するために出航しました。

## 遺産
ハステインは896年ごろ歴史から姿を消した。その頃には既に「ロワール川とソンム川の情熱的で恐ろしい老戦士」と形容されていた老齢の男であった。 彼が数年前イギリスに到着した際、彼は史上最も悪名高く成功したヴァイキングの一人であり、ヨーロッパと北アフリカの多くの王国にまたがる数十の都市を襲撃した人物でした。
サン＝カンタンのピカルドの修道士ドゥードは、ハステインを厳しく批判しました。
これは呪われた男であった：猛々しく、極めて残酷で野蛮、疫病のような、敵対的で暗く、好戦的で、暴虐を好む、疫病のような不信頼な、傲慢で、気まぐれで法に背く者。死をもたらす者、粗野で、策略に富み、戦争を好む将軍、裏切り者、悪を扇動する者、そして二重の偽善者…… 「サン・カンタンのドゥード。Gesta Normannorum。第 1 巻。第 3 章。」
彼は、一時的にチャンネル諸島を支配していたジャール・ハstingと同一視されています。
一部の学者たちは、イングランドのサセックス州ハasting地区が、ハステインの先祖によって設立された可能性があると指摘しています。

## References
1. 1 2  Ullidtz, Pers (19 May 2014). 1016 the Danish Conquest of England. Books On Demand. pp. 162–165. ISBN 978-87-7145-720-9
2. ↑  イングランドのアングロサクソンのプロソポグラフィ（英語版）のHæsten 1。. Retrieved on 2025-07-29.
3. 1 2  Jones, Aled (2003). Transactions of the Royal Historical Society: Sixth Series Cambridge University Press ISBN 0-521-83076-1 p24
4. ↑  Haywood, John (1995). The Penguin Historical Atlas of the Viking Penguin Books ISBN 0-14-051328-0 p 58–59
5. ↑  Walker, Ian W (2000). Mercia and the Making of England Sutton ISBN 0-7509-2131-5
6. 1 2  Horspool, David (2006). Why Alfred Burned the Cakes. London: Profile Books. pp. 104–110. ISBN 978-1-86197-786-1
7. ↑  “Buttington, Possible site of battle near Welshpool”.   Royal Commission on Historic Sites in Wales. 2020年10月5日時点のオリジナルよりアーカイブ。2015年7月13日閲覧。
8. ↑  『アンゴル・サクソン年代記』893年。英語訳はProject Gutenberg 2015年7月13日にアクセス。
9. ↑  Sawyer, Peter (1989). Kings and Vikings: Scandinavia and Europe, A.D. 700–1100. London: Routledge. p. 92. ISBN 0-415-04590-8
10. ↑  Christiansen, Eric, ed (1998). Dudo of St Quentin. History of the Normans. Translation with Introduction and Notes. Woodbridge, Suffolk: Boydell Press. p. 16. ISBN 978-0-85115-552-4
11. ↑  Chevalier, C.T. (2021). “The Frankish origin of the Hastings tribe”. Sussex Archaeological Collections 104:  56–62. doi:10.5284/1085790.

## Further reading
- The Vikings by Magnus Magnusson, (December 1, 2003) Tempus Publishing Ltd ISBN 0-7524-2699-0
- History of the Bailiwick of Guernsey by James Marr (July 16, 1982) Phillimore & Co Ltd ISBN 0-85033-459-4